# 男性化激素疗法
男性化激素疗法（英語：Masculinizing hormone therapy），也被称为男性化荷尔蒙疗法，或跨性别男性激素疗法，是荷尔蒙疗法和性别肯定激素疗法的一种形式，用于将变性人的第二性征从女性或雌雄同体改变为男性。 这是一种常见的跨性别荷尔蒙疗法(另一种是女性化荷尔蒙疗法)，主要用于跨性别男性和其他非二元性别人士。一些双性人也接受这种形式的治疗，要么从童年开始确认分配的性别，要么在证明分配的性别不正确的情况下晚些时候开始。